# Рамдхани, Раджиндр
Раджиндр Рамдхани (нидерл. Radjindre Ramdhani; род. 19 июля 1963, Сарамакка, Нидерландский Суринам) — нидерландский писатель индосуринамского происхождения.

## Биография

### Личная жизнь
Родился 19 июля 1963 года в округе Сарамакка, в Суринаме, в то время бывшем частью Нидерландов. После провозглашения независимости Суринамом в 1975 году, вместе с семьёй переехал в Нидерланды. Сначала семью поселили в приюте для эмигрантов в Овервене. Затем им выделили дом в Ньивкупе. Писатель часто переезжал и успел пожить в Мейдрехте, Гуде, Утрехте и Зутермере. В июне 2010 года он вернулся в Суринам, где жил и работал в Парамарибо. В январе 2016 года снова переехал в Нидерланды. Рамдхани женат с 1986 года.

### Творчество
В 1990 году дебютировал автобиографической книгой «Весёлый поезд? Дневник суринамского кондуктора». В ней Рамдхани описал личный опыт работы проводником в поезде. Он был одним из первых в Нидерландах кондукторов-индосуринамцев. Отчасти по этой причине, книге было уделено большое внимание в средствах массовой информации. Она стала бестселлером и пять раз переиздавалась. Следующую книгу «Кошачий мастер» в жанре хоррор Рамдхани написал в 1996 году. Это был первый сборник ужасов и научной фантастики, написанный иностранцем в Нидерландах. Затем он издал дополненный вариант своей первой книги.
В 1997 году Рамдхани опубликовал сборник рассказов «Йорка Тори — суринамские привидения», в котором открыл нидерландским читателям мир суринамских сказок. В 2008 и 2013 годах вышли его вторая и третья книги из этой серии. В 1998 году Рамдхани написал социальный роман, основанный на реальной истории «Контакт душ: индиец и креолка. Запретная любовь», в котором повествуется о любви афросуринамки и индосуринамца. За эту книгу писатель был удостоен звания «Человек года в Суринаме» в 1999 году. В 2001 году была издана его книга «Сестра, ты брат? История ухода за больными и ухода». В 2012 году он опубликовал первый эротический триллер в Суринаме «Воссоединение» с подзаголовком «Два брата, одна женщина». Эта книга стала бестселлером и получила хорошие рецензии критиков. В 2015 году Рамдхани написал ещё один роман, основанный на реальной истории «Мотьо. Дневник индийского эскорта». Эта книга писателя также стала бестселлером; первый тираж был распродан в течение трёх месяцев.

### Сочинения
- «Весёлый поезд? Дневник суринамского кондуктора» (нидерл. Zin in een treintje?: dagboek van een Surinaamse treinconducteur), 1990
- «Кошачий мастер. Страшные истории» (нидерл. Meester der katten: griezelverhalen), 1996
- «Йорка Тори — суринамские приведения» (нидерл. Jorka torie: Surinaamse spookverhalen), 1997
- «Контакт душ: индиец и креолка. Запретная любовь» (нидерл. Zielcontact: een Hindoestaan, een Creoolse: een verboden liefde), 1998
- «Сестра, ты брат? История ухода за больными и ухода» (нидерл. Zuster, bent u een broeder?: verhalen uit de verpleging en de verzorging), 2001
- «Йорка Тори — суринамские приведения. Книга вторая» (нидерл. Jorka Torie, deel 2, Surinaamse Spookverhalen), 2008
- «Воссоединение. Два брата, одна женщина» (нидерл. Weerzien: twee broers één vrouw), 2012
- «Йорка Тори — суринамские приведения. Книга третья» (нидерл. Jorka Torie deel 3, Surinaamse  Spookverhalen), 2013
- «Мотьо. Дневник индийского эскорта: реальная история» (нидерл. Motjo, Dagboek van een Hindoestaanse escort, waar gebeurd), 2013,